# 閃光 (アルバム)
『閃光』（せんこう、Anderson Bruford Wakeman Howe）は、イエスの1970年代の主要メンバーが結成したアンダーソン・ブルーフォード・ウェイクマン・ハウ（ABWH）が1989年に発表した唯一のスタジオ・アルバムである。

## 経緯
1987年にイエスがアルバム『ビッグ・ジェネレイター』を発表した後、ジョン・アンダーソン（ボーカル）はバンドの在り様に失望して脱退し、1970年代の黄金期のサウンドの復活を画策して、当時メンバーだったビル・ブルーフォード（ドラム）、リック・ウェイクマン（キーボード）、スティーヴ・ハウ（ギター）にバンドの結成を呼びかけた。一方、イエスというバンド名の権利を保有するクリス・スクワイア（ベース）はイエスに在籍し続けており、彼はアンダーソンの呼びかけに応じなかった上に、アンダーソン達がイエスの名を使用することを認めなかった。彼等はやむなく自分達の名字を並べてバンド名とし、それを本作の原題にも使用した。
日本盤CD（A32D-83）のオビには「元YESの黄金のラインナップが勢ぞろい！」とあり、ライナー・ノーツには、1988年の夏のギリシャでの休暇から戻ったアンダーソンが如何にしてABWHを成立させていったか…の過程が詳しく書かれている。結成の経緯は、1989年にアリスタ・レコード/BMG VIDEOより発売されたビデオ『イン・ザ・ビッグ・ドリーム』でもメンバーによって語られている。

## 内容
サウンド面では『ビッグ・ジェネレイター』より1970年代のイエスのサウンドに近い。ハウの高域の単音弾きやウェイクマンのアナログ・シンセサイザー演奏も披露されている。但し録音機材や技術、メンバーの趣味や力量などの変遷は避けられず、またスクワイアに代わるベーシストとしてゲスト参加したトニー・レヴィンのベースは、スクワイア独特の高域まで伸びるリッケンバッカーではないため、全体的な構造は、1970年代とは別物となっている。
制作は事前にアンダーソンとクリス・キムゼイがプログラミングしたものが元になっており、他のメンバーが入れ替わりスタジオにやってきて録音したものが構築されていった。キーボードのパートの殆どはウェイクマンが参加する前にマット・クリフォードによって録音され、ウェイクマンの演奏に差し替えられたのは全体の7割ほどである。「TEAKBOIS」の間奏の金管楽器系のサンプリング音でのソロもクリフォードの演奏がそのまま残されている。ドラムのパートは、スタジオでブルーフォードのラフな演奏をフェアライトCMIに取り込んでアンダーソンとキムゼイが再構築し、それを後日ブルーフォードに聞かせてその通り叩いてもらう、という手順で作業が進められた。
ハウのアウトテイク＆デモ音源集『ホームブリュー1』（1996年）には本作の収録曲のデモ音源が収録されており、本作での彼の貢献が大きかったことが窺える。
本作の収録曲の共作者にはヴァンゲリス、ジェフ・ダウンズらも名を連ねている。
ジャケット・デザインはイエスのアート・ワークの多くを担当していたロジャー・ディーンによる。

## 収録曲
1. テーマ (i)サウンド (ii)セカンド・アテンション (iii)ソウル・ウォーリアー
2. フィスト・オブ・ファイアー
3. ブラザー・オブ・マイン (i)ビッグ・ドリーム (ii)ナッシング・キャン・カム・ビトゥイーン・アス (iii)ロング・ロスト・ブラザー・オブ・マイン
4. バースライト
5. ザ・ミーティング
6. クァルテット (i)アイ・ワナ・ラーン (ii)シー・ギヴス・ミー・ラヴ (iii)フー・ワス・ザ・ファースト (iv)アイム・アライヴ
7. TEAKBOIS
8. オーダー・オブ・ザ・ユニバース (i)オーダー・テーマ (ii)ロック・ギヴス・カリッジ (iii)イッツ・ソー・ハード・トゥ・グロウ (iv)ザ・ユニバース
9. レッツ・プリテンド

### リイシュー盤
2010年、シングル盤向けの編集バージョン、ライブ・バージョン、デモ・バージョンなどをボーナス・トラックとして追加して、CD2枚組にリニューアルしたものがGonzo Multimediaから発売された。CD1枚目は従来のものと同内容で、CD2枚目は以下の内容である。
1. "Rick Wakeman Intro's" 2:52
2. "Brother Of Mine (Edit)" 6:32
3. "Brother Of Mine (Radio Edit)" 3:24
4. "Vultures In The City" 5:55
5. "Order Of The Universe (Edit)" 4:53
6. "Order Of The Universe (Long Edit)" 6:03
7. "Quartet (I'm Alive) (Single Edit)" 3:18
8. "Brother Of Mine (Live)" 10:52
9. "And You And I (Live)" 10:34
10. "Order Of The Universe (Live)" 15:31

## メンバー
- ジョン・アンダーソン (Jon Anderson) - リード・ボーカル、プロデュース
- ビル・ブルーフォード (Bill Bruford) - ドラム
- リック・ウェイクマン (Rick Wakeman) - キーボード
- スティーヴ・ハウ (Steve Howe) - ギター

### サポート・メンバー
- トニー・レヴィン (Tony Levin) - ベース、チャップマン・スティック、ボーカル
- マット・クリフォード (Matt Clifford) - キーボード、プログラミング、オーケストレーション、ボーカル
- ミルトン・マクドナルド (Milton McDonald) - リズム・ギター
- クリス・キムゼイ (Chris Kimsey) - キーボード、プログラミング、プロデュース

## 特記事項
「オーダー・オブ・ザ・ユニバース」の前奏部分は、長年にわたってテレビ朝日系報道番組『ザ・スクープ』の番組テーマ曲として使われてきた。